# Consejo General de Finisterre

Bandera del Departamento, que inspiró al logotipo del Consejo

El Consejo General de Finisterre (Conseil général du Finistère en francés) es la asamblea deliberante ejecutiva del departamento francés de Finisterre en la región de Bretaña. Su sede se encuentra en Quimper. Desde 1998, el presidente es Pierre Maille (PS).

## Presidentes
- 1883 - 1894 : Armand Rousseau (Izquierda republicana)
- 1964 - 1978 : André Colin (UDF)
- 1998 - presente. : Pierre Maille (PS)

## Los vicepresidentes
- Annick Le Loch (PS), 1r Vicepresidente encargado de infraestructuras y solidaridades territoriales
- Patricia Adam (PS), vicepresidente da acción social
- Maryvonne Blondin (PS), vicepresidente del personal departamental
- Daniel Créoff (PS) vicepresidente de enseñanza, cultura y deportes
- Jean-Luc Fichet (PS), vicepresidente de desarrollo económico
- Chantal Simon-Guillou (PS), Vicepresidente de desarrollo
- Armelle Huruguen (PS), Vicepresidente de cultura, animación y deportes
- Louis Le Pensec (PS), Vicepresidente de relaciones internacionales
- François Marc (PS), Vicepresidente de finanzas
- Roger Mellouët (PS), Vicepresidente de solidaridad territorial
- Gilbert Monfort (PS), Vicepresidente de personas discapacitadas, ancianos y auxilio social
- Kofi Yamgnane (PS), Vicepresidente de política del agua

## Los consejeros generales
El Consejo General de Finisterre comprende a 54 consejeros generales correspondientes a los 54 cantones de Finisterre.
| Grupo                                       | Número de consejeros generales | Presidente de Grupo | Estatuto  |
| ------------------------------------------- | ------------------------------ | ------------------- | --------- |
| Grupo de electos socialistas y republicanos | 40                             | Roger Mellouët      | Mayoría   |
| Grupo «Alianza por Finisterre»              | 12                             |                     | Oposición |
| Independentes (MD))                         | 2                              |                     |           |

### Gastos en inversión
- 2005 : 117,6 millones de euros
- 2006 : 115,3 millones de euros
- 2007 : 155,3 millones de euros